# Felix Rauner
Felix Rauner (* 1941)
ist ein deutscher Berufsbildungsforscher und Hochschullehrer.

## Leben
Nach einer Ausbildung zum Elektriker studierte Felix Rauner Elektrotechnik an der Pädagogischen Hochschule Berlin. Er arbeitete zwei Jahre als Berufsschullehrer und war Abteilungsleiter am heutigen Bundesinstitut für Berufsbildung. 1978 trat er eine Professur an der Universität Bremen an, wo er 1986 das Institut Technik und Bildung mitgründete und später die Forschungsgruppe Berufsbildungsforschung (i:BB) leitete.

## Werk
Rauners Forschungsschwerpunkte sind die Duale Ausbildung und die international vergleichende Kompetenzdiagnostik in der beruflichen Bildung. Gegen das Paradigma des Taylorismus stellt er die Leitidee der „Mitgestaltung der Arbeitswelt“. Die berufliche Bildung soll demnach die Auszubildenden dazu befähigen, Arbeit und Technik in der Gesellschaft verantwortungsvoll mitzugestalten.
Um die Kompetenz von Lehrlingen zu testen, entwickelte Rauners Forschungsgruppe die „Kompetenzdiagnostik Berufliche Bildung“ (COMET). Ziel des Testverfahrens ist es, berufliche Fähigkeiten international vergleichen zu können. Die Methode wird auch als „Berufsbildungs-PISA“ bezeichnet, in Anlehnung an die PISA-Studien der OECD. Der Unterschied: Anders als beispielsweise in Mathematikprüfungen gibt es in der Arbeitswelt nicht „richtig“ oder „falsch“, sondern eine Vielfalt von Lösungsvarianten. Im COMET-Testverfahren werden die Prüfer (englisch: Rater) zunächst mithilfe von Probeaufgaben trainiert. Dann bewerten sie die Auszubildenden anhand eines Kompetenzmodells mit acht Dimensionen, darunter Sozialverträglichkeit, Kreativität, Umweltverträglichkeit, Wirtschaftlichkeit. In Deutschland wurde die COMET-Methode in Pilotprojekten in Bremen, Hessen und Nordrhein-Westfalen erprobt; 2018 führte das chinesische Bildungsministerium das Testverfahren in China ein. In der Schweiz wurde die Methode in Pflegeberufen getestet.
Rauner mischte sich wiederholt in bildungspolitische Debatten ein. In einem Pro & Contra für die Wochenzeitung Die ZEIT kritisierte er, dass immer mehr junge Menschen anstelle einer Berufsausbildung ein Studium aufnehmen, und nannte die Einführung der Bachelor-Studiengänge im Rahmen des Bologna-Prozesses als „einen der größten bildungspolitischen Fehler der vergangenen Jahrzehnte“" (Die Gegenposition vertrat Jutta Allmendinger.) In einem Streitgespräch mit dem OECD-Bildungsforscher Andreas Schleicher kritisierte er die Einführung mancher Bachelor-Studiengänge als „Mickymaus-Abschlüsse“.
Um die berufliche und die universitäre Ausbildung besser zu verzahnen, schlägt Rauner eine „Architektur paralleler Bildungswege“ vor. Sie soll Meistern den Zugang an die Hochschulen ermöglichen, ohne dass sie in einem Bachelor-Studium unterfordert werden. In einer Studie für die Bertelsmann-Stiftung sowie in einer Anhörung des Ausschusses für Bildung, Forschung und Technikfolgenabschätzung im Deutschen Bundestag nannte er als Vorbild das Berufsbildungssystem der Schweiz.

## Veröffentlichungen (Auswahl)

### Monografien
- Kosten, Nutzen und Qualität der beruflichen Ausbildung, ITB, Bremen 2007 Volltext
- Grundlagen beruflicher Bildung – Mitgestalten der Arbeitswelt, wbv, Bielefeld 2017. ISBN 978-3-7639-5776-7.
- Berufliche Kompetenzdiagnostik mit COMET – Erfahrungen und Überraschungen aus der Praxis, wbv, Bielefeld 2018, ISBN 978-3-7639-5994-5.
- Berufliche Umweltbildung zwischen Anspruch und Wirklichkeit, wbv, Bielefeld 2020, ISBN 978-3-7639-6109-2.
- Measuring and Developing Professional Competences in COMET, Springer, Berlin 2021, ISBN 978-981-16-0956-5.

### Herausgeberschaften
- Felix Rauner, Philipp Grollmann (Hg.): Handbuch Berufsbildungsforschung, Bertelsmann, Bielefeld 2005, ISBN 978-3-8252-5078-2.
- Felix Rauner, Rupert Maclean (Hg.): Handbook of technical and vocational education and training research, Springer, Berlin 2008, ISBN 978-1-4020-8347-1.

## Auszeichnungen und Ehrungen
21. Oktober 2011: Ehrendoktorwürde der Otto-von-Guericke-Universität Magdeburg